# 马尔卡普尔
马尔卡普尔（Markapur），是印度安得拉邦Prakasam县的一个城镇。总人口58454（2001年）。

## 人口
该地2001年总人口58454人，其中男性29787人，女性28667人；0—6岁人口7353人，其中男3721人，女3632人；识字率62.79%，其中男性为73.03%，女性为52.16%。